# 5e Wereldjamboree

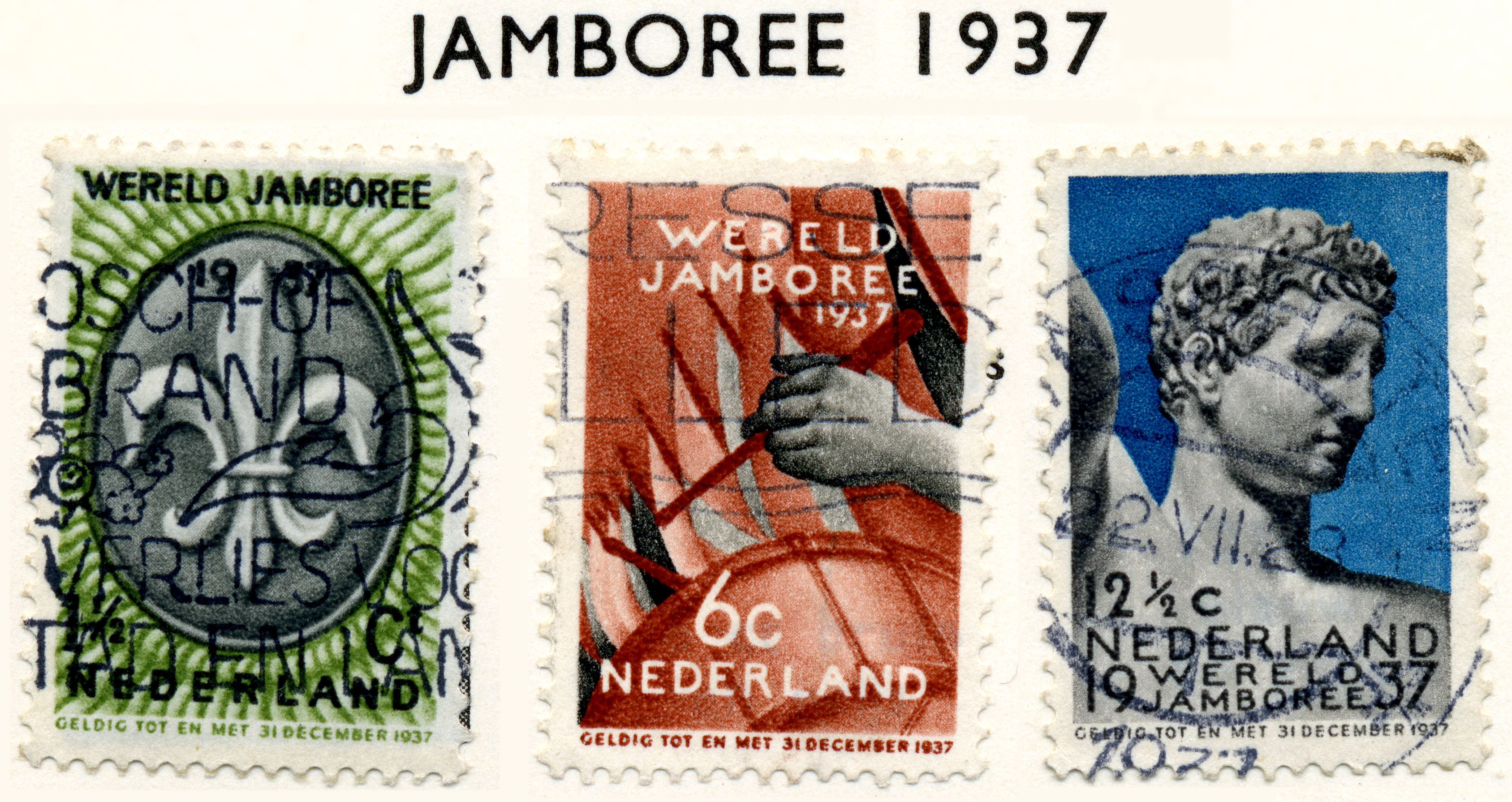
Postzegels ter gelegenheid van de Wereldjamboree in Vogelenzang

De 5e Wereldjamboree werd gehouden van 31 juli tot en met 9 augustus 1937 in Nederland te Vogelenzang met het zeeverkenners-subkamp in Bennebroek. Er namen 28.750 deelnemers uit 54 landen deel. Tijdens deze jamboree nam grondlegger Robert Baden-Powell afscheid.
De opening werd verricht door Koningin Wilhelmina, die samen met Lord Baden-Powell en diens echtgenote Lady Olave Baden-Powell en de Nederlandse Hoofdverkenner Jean Jacques Rambonnet het defilé afnam.

## Trivia

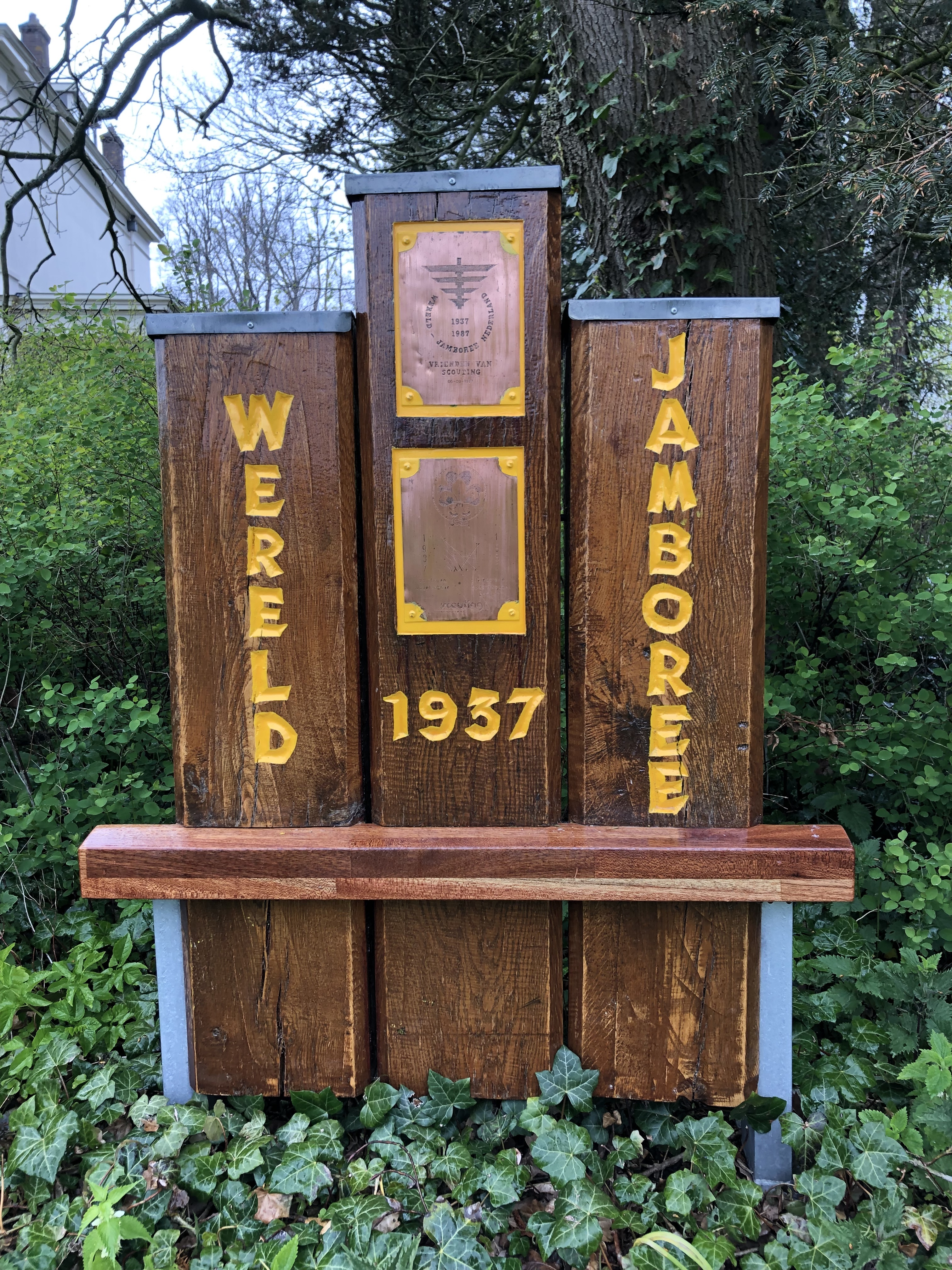
Monument ter herinnering aan de Jamboree in Vogelenzang

De Wereldjamboree in Vogelenzang komt ter sprake in het Suske en Wiske-album De wervelende waterzak.
1920 · 
1924 · 
1929 · 
1933 · 
1937 · 
1941 (afgelast) · 
1947 · 
1951 · 
1955 · 
1957 · 
1959 · 
1963 · 
1967 · 
1971 · 
1975 · 
1979 (afgelast) · 
1983 · 
1987 · 
1991 · 
1995 · 
1998-1999 ·
2002-2003 ·
2007 · 
2011 · 
2015 · 
2019 · 
2023 · 
2027